# Schlüsselserver
Ein Schlüsselserver beziehungsweise Keyserver bietet Zugang zu öffentlichen Schlüsseln, die in asymmetrischen Kryptosystemen dazu benutzt werden, einer Person verschlüsselte Mitteilungen – beispielsweise per E-Mail – zu senden oder ihre Signaturen zu verifizieren. Insbesondere bietet ein Keyserver eine bequeme, allerdings nicht immer kryptografisch gesicherte Möglichkeit, Schlüssel zu aktualisieren, was erforderlich ist, wenn geprüft werden soll, ob ein Schlüssel noch gültig ist oder zurückgezogen wurde.
Viele dieser Server sind öffentlich zugänglich, da die auf dem Server gespeicherten Informationen die öffentliche Komponente des Schlüsselpaares repräsentieren und bei normalen Schlüsseln eine möglichst schnelle und weite Verbreitung wünschenswert ist. Allerdings sind Schlüsselserver nicht nur zum Lesen, sondern auch zum Schreiben öffentlich. Sie reichen Daten nur weiter, beglaubigen sie aber normalerweise nicht (eine Ausnahme ist beim PGP-Keyserver die Überprüfung der E-Mail-Adressen). Die Authentifizierung der Schlüssel muss also auf andere Weise erfolgen; dieses Problem besteht bei Aktualisierungen nicht.
Auf einem Schlüsselserver ist jedem dort registrierten Benutzer mindestens ein öffentlicher Schlüssel zugeordnet, der üblicherweise auch eine oder mehrere E-Mail-Adressen und den Namen des Benutzers enthält. Ein solcher Server kann nach Namen, E-Mail-Adressen und Schlüssel-IDs durchsucht werden.
Bekannte Programme, die sich solcher asymmetrischer Verschlüsselung bedienen, sind das freie GnuPG und das proprietäre PGP. 

## Vermeintliche Problematik
Unerfahrene Nutzer kritisieren häufig, dass es bei praktisch allen Schlüsselservern beziehungsweise Schlüsselserver-Verbunden nicht möglich ist, einen Schlüssel oder Teile davon zu löschen, sobald diese erst einmal publiziert wurden. Da dies im Zusammenhang mit der DSGVO problematisch sein kann, wurde der Serverpool mit dem SKS-Keyserver abgeschaltet. In diesem befanden sich 2018 über 5 Millionen Schlüssel.
Häufiges Argument für die Motivation hierfür sind vergessene Passwörter für den privaten Schlüssel. Das ist aber ein Missverständnis, denn ein öffentlicher Schlüssel benötigt keine Verbreitungskontrolle. Man kann diesen ohne Sicherheitsrisiken auch Angreifern aushändigen. Eine Veröffentlichung von öffentlichen Schlüsseln bedeutet in jedem Fall den Verlust über die Kontrolle der Verbreitung. Ob mit oder ohne Schlüsselserver spielt dabei keine Rolle, denn spätestens auf die lokalen Schlüsselbunde, in denen die Schlüssel landen, ist keine Einflussnahme möglich.
Ein vergessenes Passwort für den privaten Schlüssel bedeutet nur, dass man keine neuen Nachrichten Signieren/Entschlüsseln kann. Außerdem kann man keine neuen Revocation-Signaturen (welche den gesamten Schlüssel ungültig machen) generieren, was unter Umständen ein Sicherheitsproblem sein kann, speziell bei Schlüsseln, deren Gültigkeit nicht abläuft. Beschafft man sich ein neues Schlüsselpaar, macht man es allen Kommunikationspartnern leicht, an die neuen öffentlichen Schlüssel zu gelangen, wenn man sie auf einen Schlüsselserver kopiert. Die weitere Existenz der alten öffentlichen Schlüssel ist nicht weiter problematisch, im Gegenteil sogar nötig, denn diese älteren öffentlichen Schlüssel werden zur Verifikation der Signaturen bereits empfangener Nachrichten benötigt.
Wäre es möglich, einzelne Schlüssel oder Teile davon zu löschen, könnte ein Angreifer ihm unliebsame Teile (beispielsweise Widerrufs-Zertifikate) entfernen, was erheblichen Einfluss auf die Sicherheit hätte und das Verschlüsselungssystem (siehe Public-Key-Infrastruktur) praktisch zerstören würde.

## Problematik und Datenschutz
Schlüsselserver können als Quelle von E-Mail-Adressen beispielsweise für den Versand von Spam missbraucht werden.
Ferner können angefügte Signaturen (siehe Web of Trust) analysiert und somit die Beteiligung des Schlüsselinhabers an sozialen Netzwerken identifiziert werden.
Viele Webserver erlauben nach Standard beispielsweise das Hinzufügen von Bildinformationen. Damit kann eine Verknüpfung zwischen den veröffentlichten Daten hergestellt werden, was den Datenschutz einschränkt.
Verschärfend kommt hinzu, dass eine große Gefahr von verlegten oder missbräuchlich genutzten Zertifikaten ausgeht. Missbräuche können unter keinen Umständen rückgängig gemacht werden, sodass hier die Informationelle Selbstbestimmung verletzt werden kann.
Ein weiteres Datenschutzproblem ist, dass man gegenwärtig nicht kontrollieren kann, welche Signaturen einem Schlüssel auf einem Keyserver hinzugefügt werden, weil die Keyserver alle Signaturen akzeptieren. Im Allgemeinen ist dies nicht problematisch, aber es ist denkbar, dass jemand gezielt nur ganz bestimmte Signaturen veröffentlichen will, etwa um die Anonymität eines Schlüssels nicht zu gefährden. Außerdem ist ein DoS-Angriff möglich, indem jemand in riesiger Zahl Signaturen einem Schlüssel hinzufügt und diesen damit unbrauchbar macht. Der OpenPGP-Standard unterstützt mit dem Flag Keyserver no-modify bereits die formale Möglichkeit, dieses Problem zu lösen. Allerdings ist dies bisher folgenlos, da die Masse der Keyserver dieses Flag nicht beachtet, weil die kryptografische Prüfung mit einem vergleichsweise hohen Aufwand an Rechenleistung verbunden wäre. Außerdem leben die Keyserver von ihrer gegenseitigen Synchronisation, was mit gravierenden Problemen verbunden wäre, wenn innerhalb eines Verbunds nur ein Teil der Server dieses Flag beachtete.